# E773
E773 eller Europaväg 773 är en europaväg som går från Popovitsa till Burgas i Bulgarien. Längd 230 km.

## Sträckning
Popovitsa - Stara Zagora - Sliven - Burgas

## Standard
Vägen är landsväg hela sträckan, förutom en kort bit motorväg närmast Burgas.

## Anslutningar till andra europavägar
- E80
- E85
- E87